# Romna scotti
Romna scotti är en insektsart som först beskrevs av White 1878.  Romna scotti ingår i släktet Romna och familjen ängsskinnbaggar. Inga underarter finns listade i Catalogue of Life.